# Chrysler Crossfire
Vous lisez un « bon article » labellisé en 2024.
Pour les articles homonymes, voir Crossfire.
La Chrysler Crossfire est une voiture de sport commercialisée sur le marché par le constructeur automobile américain Chrysler. Produite de 2003 à 2007, elle est proposée en coupé ou roadster.
En janvier 2001, lors du Salon international de l'automobile d'Amérique du Nord de Détroit, Chrysler dévoile au grand public le concept car Crossfire. En janvier 2002, au Salon de l'automobile de Los Angeles, la marque présente la version de production de ce coupé. Dessiné par Eric Stoddard, il arbore un design atypique et néo-rétro qui s'inscrit dans la stratégie de renouveau de Chrysler aux côtés des Chrysler PT Cruiser, Chrysler Pacifica et Chrysler 300C. Premier coupé deux places depuis la TC by Maserati, le modèle a pour mission de donner un nouveau souffle à l'image de la marque dont il est la première voiture de sport.
Produit direct de la fusion du groupe Daimler-Benz et du groupe Chrysler, la Crossfire est commercialisée comme « alliant une technologie de classe mondiale avec un design américain passionné et moderne ». Construite par les usines Karmann à Osnabrück en Allemagne, elle emprunte à Mercedes-Benz le châssis de la première version de la Mercedes-Benz Classe SLK, mais aussi la chaîne cinématique dont son moteur, le V6 3,2 litres de 218 ch présent sur la version SLK 320.
Durant les cinq années de commercialisation de la Crossfire, plusieurs versions voient le jour, notamment un roadster et une version plus puissante, nommée SRT-6, qui atteint les 335 chevaux. La production prend fin en décembre 2007 après 76 014 exemplaires vendus. Aucun modèle ne lui succède.

## Conception et production

### Contexte
Au cours de la décennie précédant la Crossfire, la marque Chrysler mène plusieurs changements notables dans sa gamme de produits, marqués par un retour au design néo-rétro. Selon Tom Marinelli, vice-président du marketing de Chrysler en 2002, la société a trouvé un renouveau dans son design en créant des véhicules comme la Chrysler PT Cruiser. La Crossfire et la Pacifica prévues pour 2004 poursuivent cette stratégie et contribuent à insuffler un nouvel élan à la marque,.
La Chrysler Crossfire incarne donc cette ambition en combinant un design américain néo-rétro avec la technologie allemande, élargissant ainsi la gamme de produits de Chrysler vers le haut et renforçant son image de marque. Selon Marinelli, la Chrysler Crossfire vise à attirer une nouvelle clientèle, potentiellement des acheteurs qui n'auraient pas envisagé d'opter pour une Chrysler auparavant,.

### Conception et développement
Chrysler présente le concept car Crossfire en janvier 2001 lors du Salon international de l'automobile d'Amérique du Nord de Détroit. Il arbore un design encore plus atypique que la version de série, conçu avec une carrosserie monobloc en fibre de carbone sur un cadre entièrement en aluminium.
Semblable au concept car Chrysler Atlantic qui avait été présenté pour la première fois en 1995, une ligne centrale s'étend sur toute la longueur de la voiture et donne au concept son apparence ciselée. Elle divise le pare-brise en deux parties distinctes, et marque une épine sur la lunette arrière. Son design est signé par Eric Stoddard, qui a ensuite travaillé pour la marque coréenne Hyundai pour la conception du coupé Genesis.
Joe Dehner, assurant la mise en production, déclare que la Crossfire a été conçue « pour susciter une réaction forte, passionnée et émotive. Nous devions la conserver. Nous voulons polariser notre auditoire − nous voulons que les gens l'aiment ou la détestent ».
Le concept Crossfire est équipé d'un moteur V6 2,7L EER compressé délivrant 275 ch et 366 Nm de couple. Il est équipé de jantes de 21 pouces à l'arrière, et de 19 à l'avant. Le 0 à 100 km/h est effectué en 5,8 secondes et le concept peut atteindre 238 km/h en vitesse de pointe,,.
Avec ses deux places strictes, le concept propose des sièges baquets réglables électriquement, accompagnés d'un pédalier ajustable. Un espace de rangement est prévu pour accueillir deux casques. Conçu par Glenn Abbott, l'intérieur est revêtu de cuir aux nuances de bleu saphir et de rouge cèdre. Une console centrale en aluminium brossé divise l'espace du cockpit,.
Le concept abrite un centre d'acquisition de données embarqué sur le véhicule. Ce centre d'information électronique du véhicule (EVIC) capture les informations sur les performances du véhicule et les affiche sur un écran à cristaux liquides côté passager. L'EVIC mesure des informations telles que l'accélération, le temps au tour et les forces g, permettant au conducteur d'évaluer et ainsi d'améliorer les performances optimales du véhicule,,.
Le nom Crossfire fait référence au design des deux lignes de carrosserie, qui s'étendent de l'avant vers l'arrière le long des flancs de la voiture. Leurs directions de pli se croisent sous les rétroviseurs sur les panneaux de porte,.

### Du concept à la série
Le concept car Crossfire rencontre un certain succès lors de sa présentation, Chrysler décide alors de lancer un modèle de production, de la même manière que la Dodge Viper ou que la Plymouth Prowler.
La version de production est présentée le 2 janvier 2002 au Salon de l'automobile de Los Angeles en tant que modèle 2001,,.
Conçue comme une halo car pour la marque Chrysler, l'objectif de conception du coupé Crossfire est de faire une « impression » avec des looks « uniques, presque sculpturaux ». Le but est également de tirer parti des composants disponibles au sein du groupe DaimlerChrysler nouvellement formé pour faciliter une mise en production rapide. Chrysler choisit alors d'utiliser la plateforme R170 provenant de la Mercedes-Benz Classe SLK de première génération,. La Crossfire est ainsi le plus petit modèle jamais conçu par Chrysler, et leur toute première voiture de sport.
La Crossfire de production emprunte donc le châssis et le groupe motopropulseur de la Mercedes-Benz Classe SLK de première génération dans sa version 320, ce qui inclut donc la plateforme (R170), le moteur V6 M 112 dans sa cylindrée de 3,2 L, ainsi que les boites de vitesses automatique 5G-Tronic et manuelle à 6 rapports,. Elle partage environ 39 % de ses pièces avec des véhicules Mercedes-Benz,.

### Un design atypique
Andrew Dyson, assisté du designer du concept original, assure la migration du design du concept car à celui de la version de série. Adaptée au châssis allemand, la Crossfire de série adopte une face avant différente du concept, équipée de phares disposés horizontalement. Elle conserve cependant beaucoup d'éléments distinctifs du concept, dont l'épine centrale, l'arrière plongeant, et l'habitacle reculé,,.

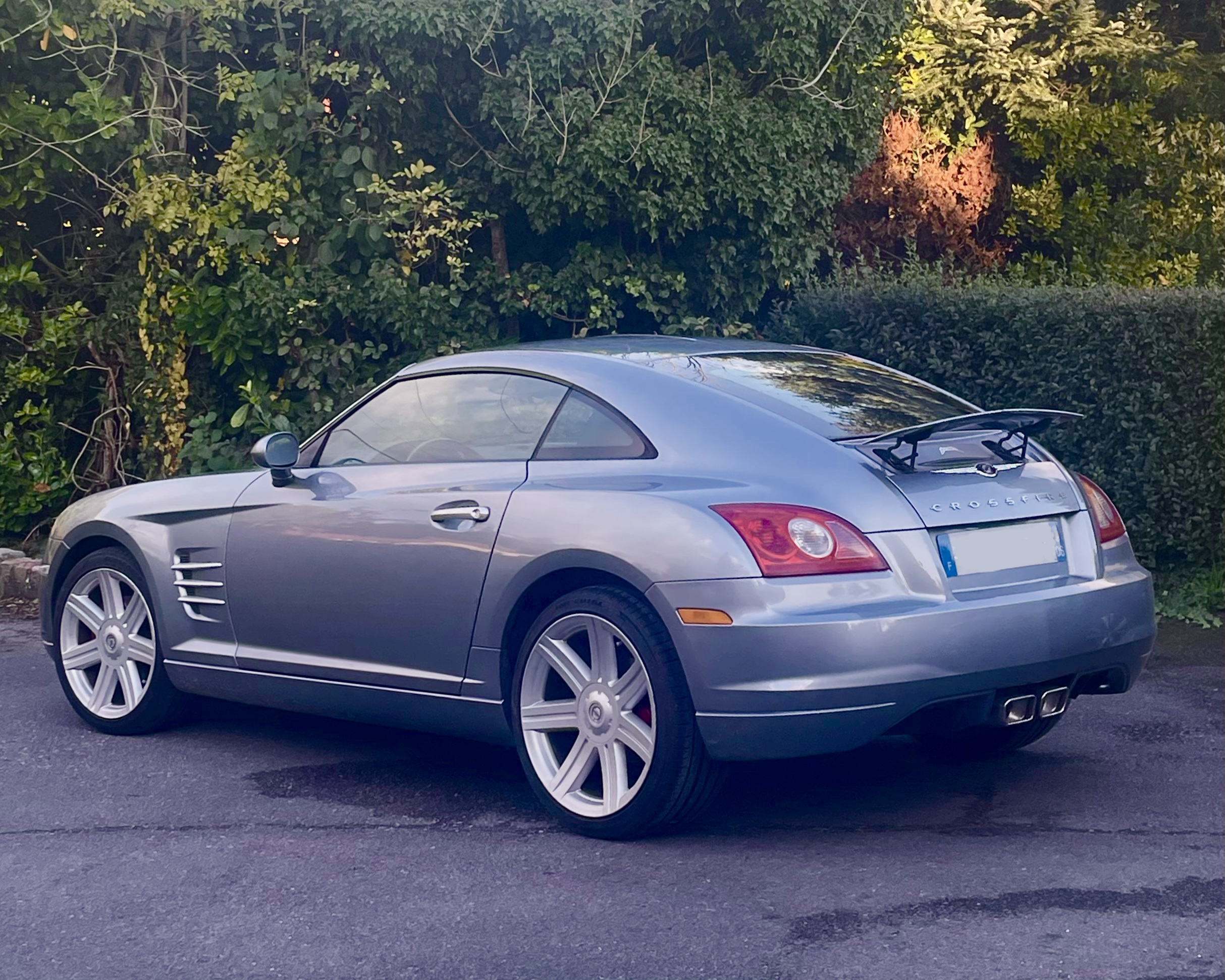
Vue arrière gauche d'une Chrysler Crossfire, montrant le design tailboat, fuyant vers l'arrière.

Le design de la Crossfire comprend une carrosserie large inclinée sur des roues arrière relativement grandes de 19 pouces et des roues avant de 18 pouces. Elle se démarque par l'adjonction de plusieurs éléments chromés à son design extérieur, notamment les ouïes latérales factices ainsi que la double sortie d'échappement. L'élément de conception le plus distinctif est le toit plongeant vers l'arrière et les larges ailes arrière, poussant les journalistes et les rédacteurs automobiles à comparer le nouveau coupé à l'AMC Marlin (en) de 1965. Par exemple, Rob Rothwell, chroniqueur automobile pour Auto123, écrit « quand j'ai aperçu pour la première fois les lignes arrière de la Chrysler Crossfire, j'ai été immédiatement ramené à l'arrière à 1965 et à ma voiture préférée de cette année-là, la Rambler Marlin ». Le style tailboat, « queue de bateau », de la Crossfire est « formé lorsque les bords du toit convergent vers une sorte de forme de goutte d'eau, laissant les ailes arrière s'évaser par-dessus les roues arrière ».
À l'avant, le capot met en évidence le nouvel insigne ailé de Chrysler qui s'étend sur toute la largeur supérieure de la calandre. Reprenant une forme double vue précédemment sur la Chrysler 300M, les phares comportent des éléments circulaires doubles à l'intérieur et sont sculptés dans le carénage avant. Six rainures s'étendent sur toute la longueur du capot et complètent la calandre.
Chrysler déclare que le style de la Crossfire s'inspire de la période art déco des années 1930 et de bâtiments tels que le Chrysler Building. Road&Track cite des influences de véhicules des années 1930, notamment de Bugatti et de Talbot Lago.

### Historique et fin de production

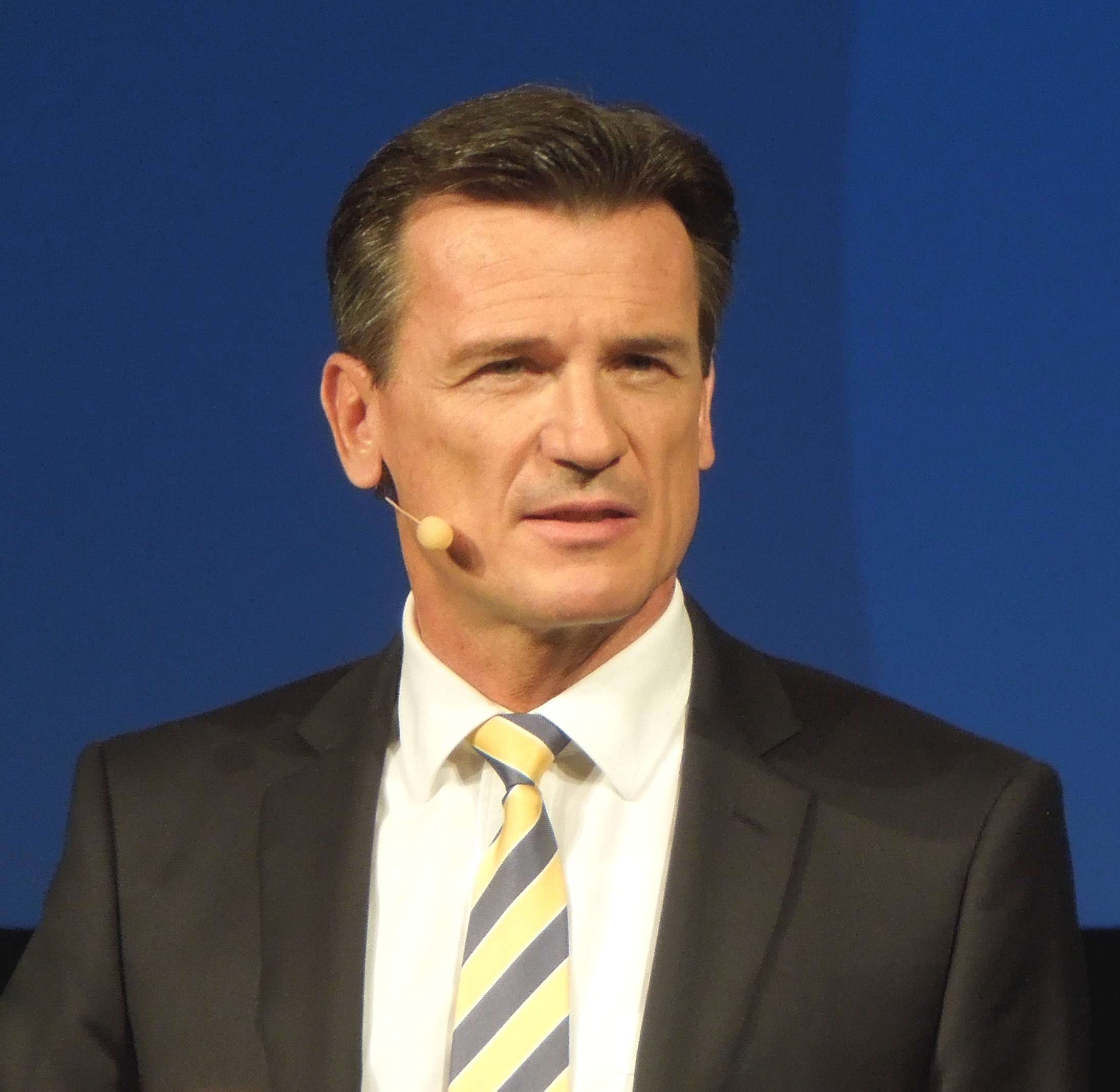
Wolfgang Bernhard, ancien directeur des opérations de la division Chrysler.

La première Crossfire de production est retirée de la chaîne de montage le 3 février 2003 par le directeur de l'exploitation de Chrysler Group, Wolfgang Bernhard, en Allemagne,.
En 2005, Chrysler introduit une version roadster dotée d'une toile souple rétractable, ainsi qu'une version sportive, la SRT-6. Cette version adopte le moteur V6 de la SLK 32 AMG, doté d'un compresseur augmentant sa puissance à 335 ch et son couple à 420 N m,.
Les principales concurrentes de la Crossfire sont l'Audi TT, ainsi que la BMW Z4 et la Mercedes-Benz Classe SLK. Certains modèles japonais tels que la Nissan 350Z, la Honda S2000 ou la Mazda RX-8 lui sont similaires et font l'objet de comparatifs avec la Crossfire,.
Les ventes sont inférieures aux prévisions. Alors que les deux premières années modèles dépassent les totaux prévus, les ventes chutent d'environ 75 % au cours de la troisième année et ne se sont jamais redressées. La commercialisation de la Crossfire a coûté beaucoup d'argent aux concessionnaires et aux revendeurs, car ces derniers ont dû s'équiper d'outillage et de pièces Mercedes-Benz spécifiques pour entretenir le modèle,.
Le manque de positionnement, entre une voiture réellement sportive et davantage typée confort, joue également un rôle dans le manque de succès de la Crossfire.
Malgré la sortie des versions roadster et SRT-6, faute de ventes, la production de la Crossfire est arrêtée le 17 décembre 2007 après 76 014 exemplaires sortis de l'usine d'Osnabrück,.
L'arrêt de la production intervient conjointement avec la séparation du groupe Mercedes-Benz avec le groupe Chrysler, ce dernier ayant été revendu au fonds d'investissement Cerberus en mai 2007.

## Les différentes versions
Pour la première année modèle (2004), seul le coupé est proposé sans niveau de finition, mais équipé de manière assez similaire au modèle Limited de l'année suivante. Au cours de l'année modèle 2005, deux modèles sont proposés par Chrysler ; coupé et roadster, chacun avec trois niveaux de finition : Base ou Black (avec moins d'équipements), Limited et SRT-6,.

### Limited
La série Limited est le premier niveau de finition disponible sur la Crossfire, proposée à 38 300 euros,. Elle se distingue par des accents chromés (ouïes latérales, cadres de pare-brise, poignées de porte…) à l'extérieur.
Elle est équipée de série du moteur V6 M 112 dans sa cylindrée de 3,2 L.
Les équipements de série de la Chrysler Crossfire à sa sortie, c'est-à-dire en version Limited, comprennent les jantes en alliage à 7 rayons, des projecteurs antibrouillard, des vitres électriques, des rétroviseurs électriques et chauffants, un autoradio CD Becker (faisant partie de Harman Kardon), un régulateur de vitesse, un système de jumelage de télécommandes de portail (HomeLink), l'intérieur cuir, des sièges à réglage électrique et chauffants et la climatisation bizone semi automatique,,.

### Base ou Black
Proposée à 34 700 euros, la série Black est disponible à partir de l'année modèle 2005 sur les coupés et roadsters. Dans l'objectif de rendre la Crossfire plus accessible, elle propose les éléments chromés peints en noir, ainsi que le retrait de certains équipements présents de série sur la version Limited : des caches noirs à la place des phares antibrouillard dans le carénage avant et des sièges en tissu à réglage manuel et non chauffés, avec des appuie-tête mobiles séparés,.
Une édition roadster Special Edition basée sur la version Black est proposée par Chrysler en 2008. Elle comprend toutes les caractéristiques de la finition Base avec un extérieur Inferno Red Crystal Pearl, des roues en aluminium provenant de la version SRT-6, des poignées de porte extérieures satinées, des pédales en aluminium et la transmission automatique en option,,.

### SRT-6

#### Conception

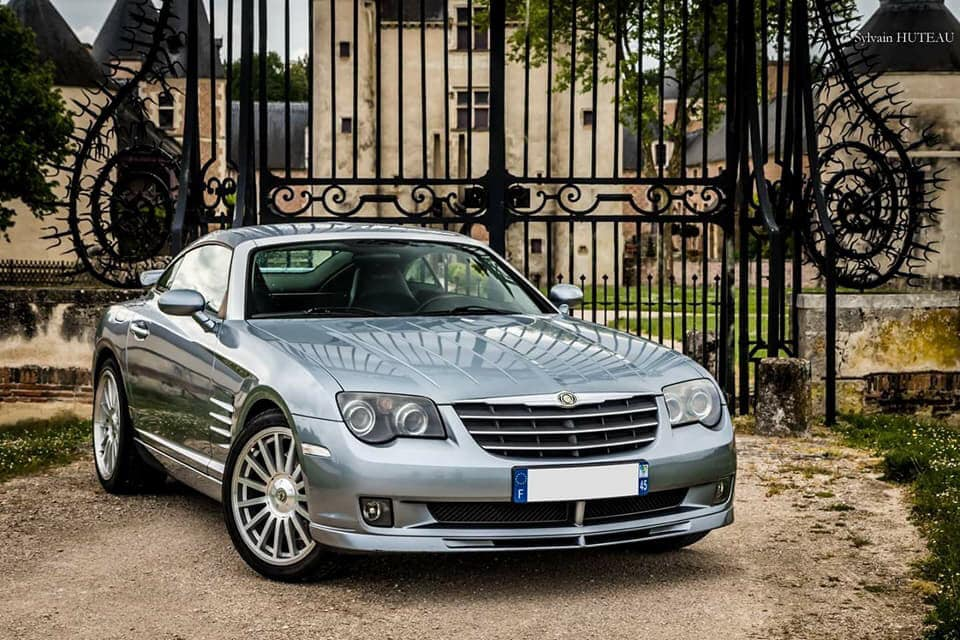
Une Chrysler Crossfire SRT6 dans sa teinte Sapphire Silver Blue Metallic.

Présentée en 2004, la Crossfire SRT-6, à la fois coupé et cabriolet, arrive sur le marché en 2005 et est proposée à 51 800 euros.
Cette version comprend notamment le moteur V6 M112 E32 ML en boîte automatique 5 vitesses. La suralimentation par compresseur permet à ce moteur de développer 335 ch et 420 N m de couple.
En plus des améliorations techniques, la Crossfire SRT-6 est revue esthétiquement avec la pose d'un aileron fixe plus imposant en lieu et place de l'aileron rétractable électriquement, de jantes polies à 15 rayons de 19 pouces à l'arrière et de 18 pouces à l'avant, d'une lame spécifique intégrée au pare-chocs avant, et d'un monogramme spécifique SRT-6 à l'arrière,. Proposé uniquement en coloris Dark Slate Gray, l'intérieur s'équipe de compteurs spécifiques gradués jusqu'à 320 km/h, ainsi que d'une sellerie cuir alcantara brodée SRT-6.
Plusieurs coloris sont proposés à l'extérieur : Aero Blue Pearl Coat, Black, Graphite Metallic, et Sapphire Silver Blue.
La Crossfire est la première voiture de la marque Chrysler à porter le badge SRT (Street & Racing Technology) et la seule à porter la dénomination SRT-6.
Durant moins de 3 ans de productions, 4 071 exemplaires sont vendus. En 2006, Chrysler retire la SRT-6 de son catalogue,.

#### Performances
Les performances annoncées permettent un 0 à 100 km/h en 5 secondes, le 400 m départ arrêté en 13,5 secondes et le 1 000 m départ arrêté en 24,5 secondes. La consommation en cycle mixte est de 11 L/100 km et le rejet de CO2 est de 264 g/km. Sa vitesse est électroniquement bridée à 255 km/h,.
| Exercice            | Performances annoncées et relevées |
| ------------------- | ---------------------------------- |
| 0 à 100 km/h        | 5 secondes                         |
| 0 à 200 km/h        | 19,7 secondes                      |
| 400 m départ arrêté | 13,5 secondes                      |
| Vitesse maximale    | 255 km/h (bridée)                  |

### Les versions Startech

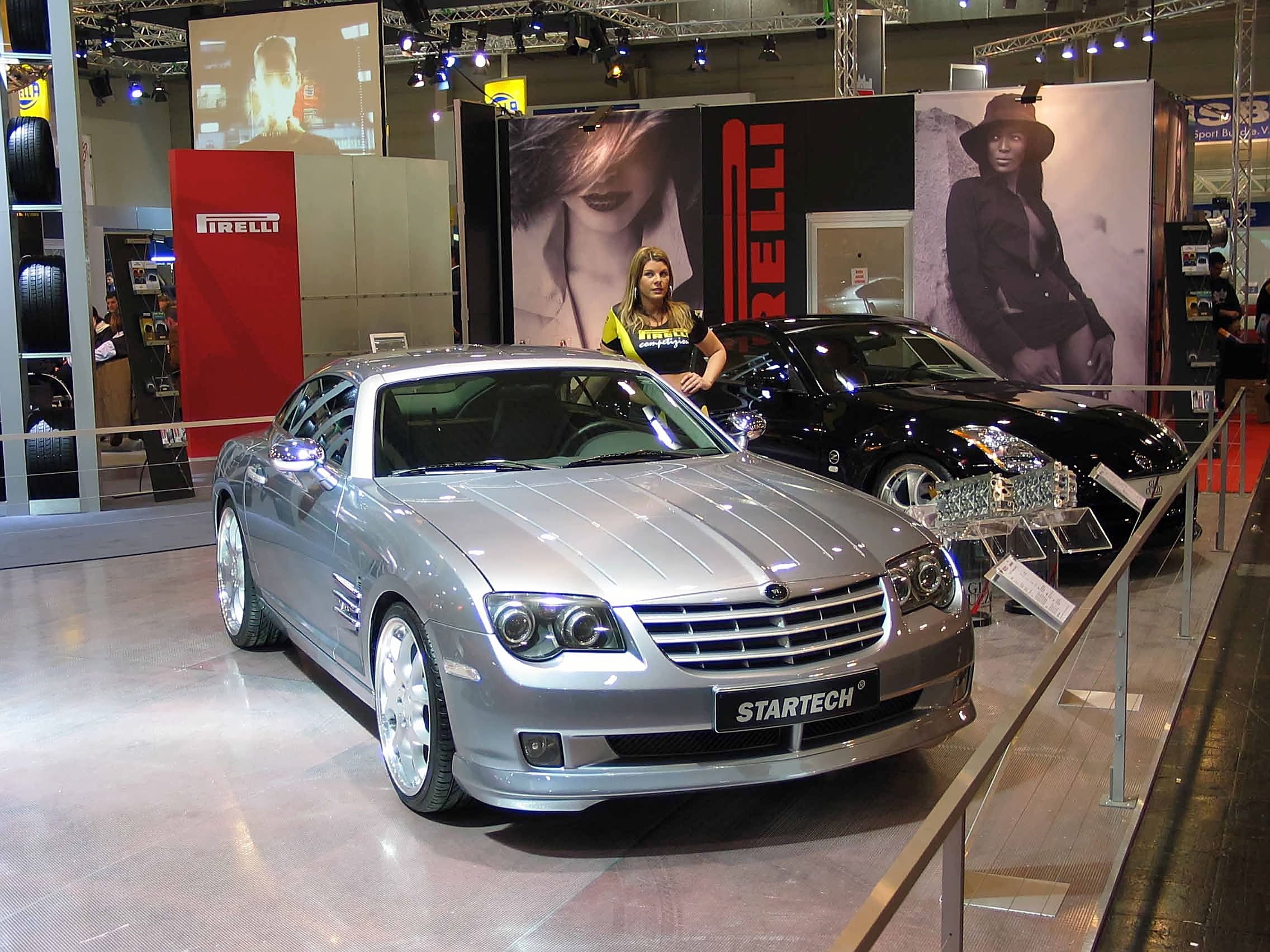
Chrysler Crossfire Startech équipée du V8 de 6,1 litres de cylindrée.

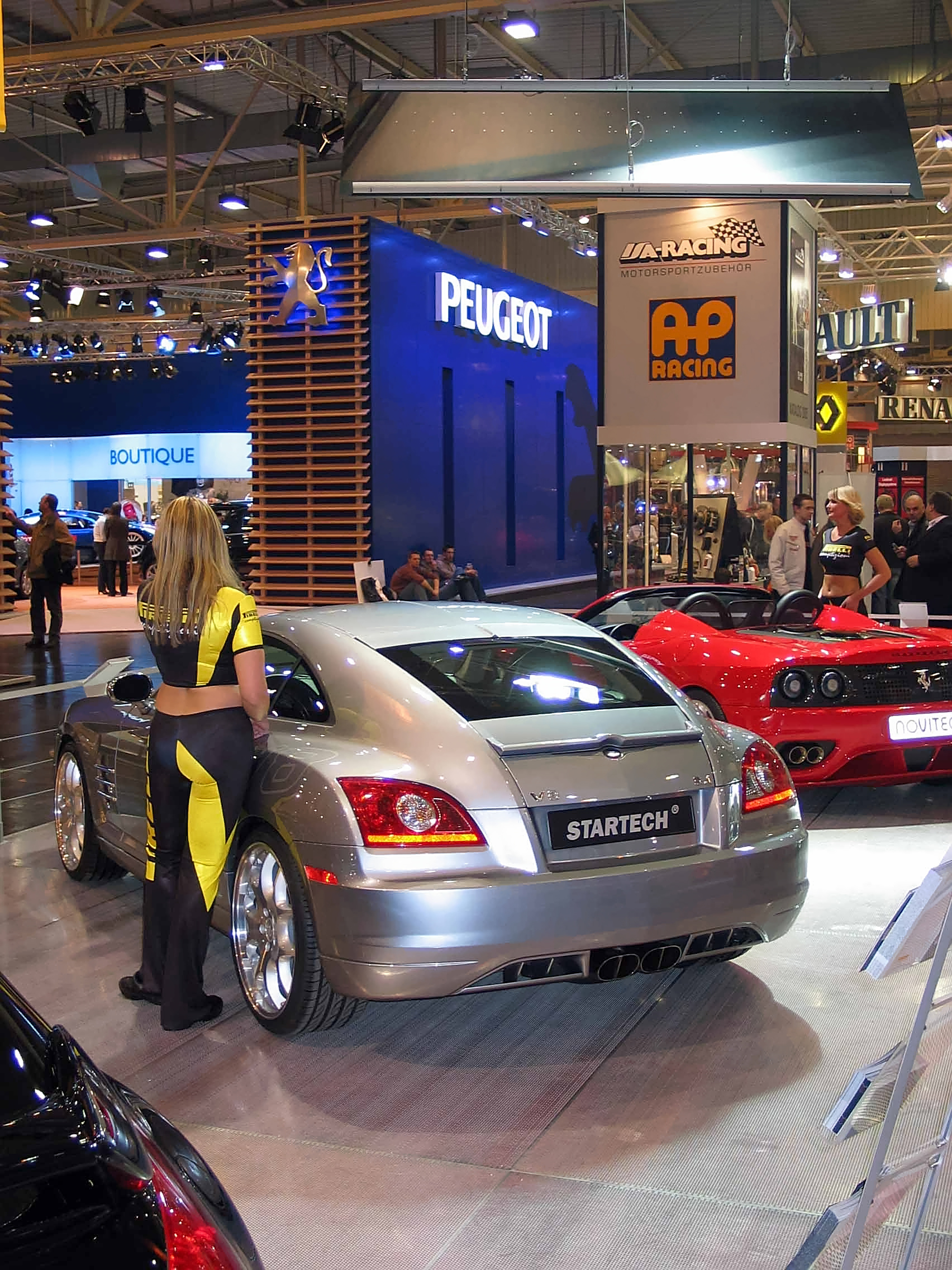
Vue arrière de l'édition Startech.

Startech, société fondée par Brabus, propose plusieurs éditions revues mécaniquement et esthétiquement de la Crossfire.
Du point de vue esthétique, la Crossfire Startech propose des jantes spécifiques, un pare-chocs avant spécifique, des coques de rétroviseurs chromées, deux sorties d'échappement ovales et des diffuseurs spécifiques,.
Plusieurs versions mécaniques sont disponibles.
La première consiste en une amélioration des arbres à cames et des ressorts de soupapes. La puissance est portée à 233 ch.
La deuxième version propose l'amélioration des arbres à cames et des ressorts de soupapes, ainsi que des catalyseurs et silencieux arrière sport, pour une puissance de 243 ch.
La version supérieure propose une augmentation de la cylindrée à 3,8 L, produisant 280 ch. Une version S du 3,8 L développe 300 ch et 395 N m de couple,.
Une autre version s'équipe d'une cylindrée poussée à 4,4 L, commercialisée sous la dénomination 4.4S. La puissance est portée à 325 ch.
Enfin, une version V8 6,1 L est proposée en petite série. Ce V8, développant 426 ch, est développé sur la base du V8 M113 de 5,0 L. La puissance est transférée à l'essieu arrière via la boite de vitesses automatique à cinq vitesses à commande électronique, et via un différentiel bloquant développé sur mesure. Dans cette configuration, la Crossfire Startech 6,1 L effectue le 0 à 100 km/h en 4,7 secondes et atteint les 300 km/h,.

## Caractéristiques

### Dimensions
Reposant sur le châssis de la Mercedes-Benz Classe SLK Type R170, la Chrysler Crossfire est 48 mm plus longue et 46 mm plus large mais conserve le même empattement.
| Logo du groupe automobile DaimlerChrysler.     | Crossfire, (tous modèles, hors concept-car)                                                           | SLK320 (pour comparaison) |
| Longueur                                       | 4 058 mm                                                                                              | 4 010 mm                  |
| Largeur                                        | 1 766 mm                                                                                              | 1 720 mm                  |
| Hauteur                                        | Coupé : 1 307 mm Roadster : 1 315 mm                                                                  | 1 280 mm                  |
| Empattement                                    | 2 400 mm                                                                                              | 2 400 mm                  |
| Diamètre de braquage (entre murs)              | 10,6 m                                                                                                | 10,6 m                    |
| Poids annoncé DIN (selon moteurs et finitions) | Coupé : 1 365 à 1 399 kg Roadster : 1 401 à 1 440 kg Coupé SRT-6 : 1 469 kg Roadster SRT-6 : 1 509 kg | 1 330 kg                  |
| Coffre                                         | Coupé : 215 dm3 Roadster : 190 dm3                                                                    | 145 dm3                   |
| Capacité du réservoir                          | 60 L                                                                                                  | 60 L                      |

### Chaîne cinématique

#### Motorisations
Deux motorisations sont proposées sur la Crossfire, uniquement en essence. Elle est en effet équipée de série du V6 M112 de Mercedes-Benz, dans deux versions distinctes.

Le M112 équipe la Crossfire dans sa version E32, soit 3,2 litres de cylindrée. Il développe dans sa version atmosphérique 218 ch (160 kW) à 5 700 tr/min et 420 N m de 3 500 à 4 800 tr/min.

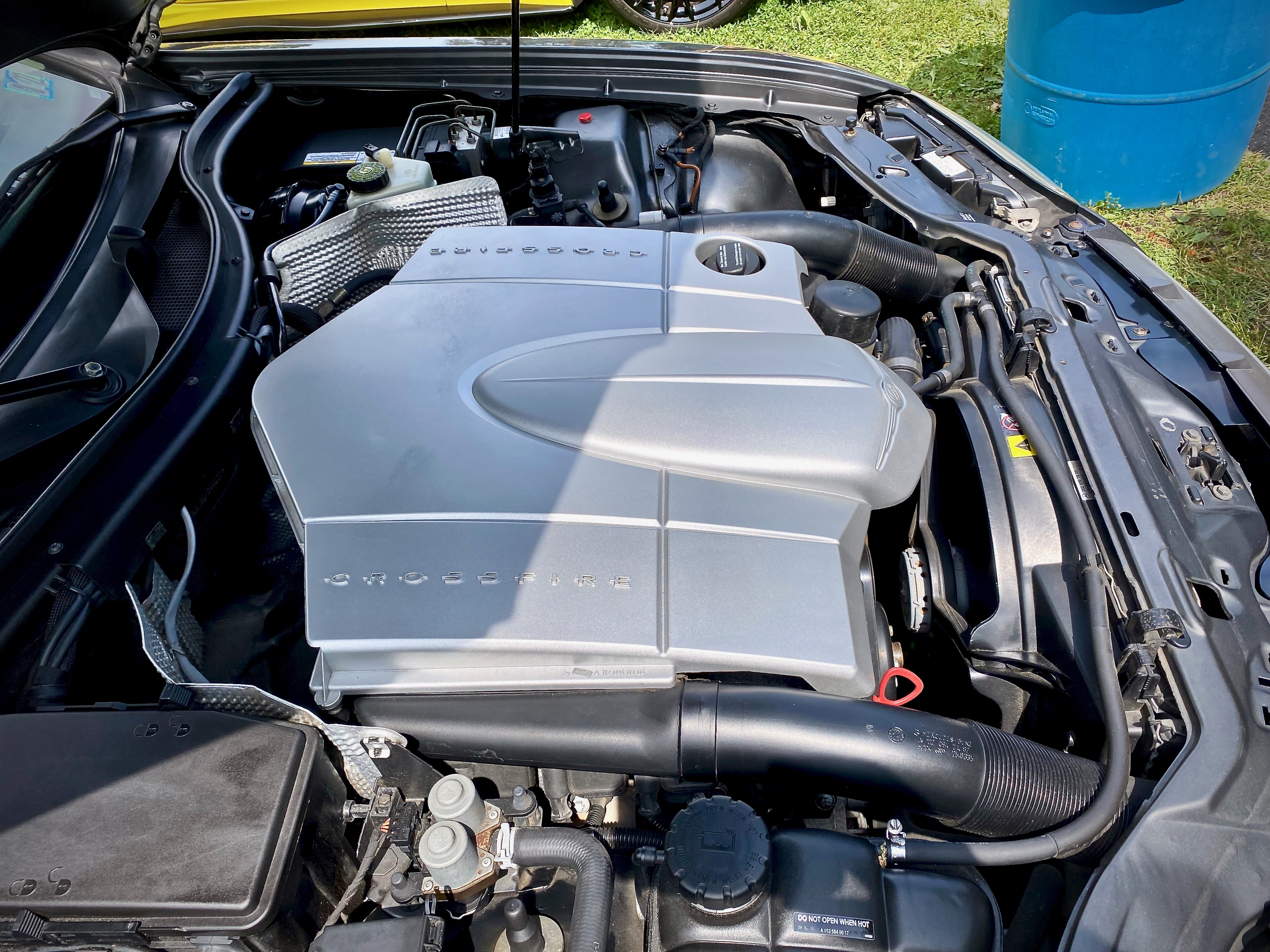
Compartiment moteur de la Crossfire.

Introduit pour la première fois en 1997, le moteur est conçu en configuration V (l'angle du banc de cylindres est de 90 degrés). Il possède donc un arbre d'équilibrage. Le bloc moteur est fabriqué en alliage d'aluminium léger. Au-dessus de chaque rangée de cylindres se trouvent des culasses en aluminium avec trois soupapes par cylindre (deux soupapes d'admission et une soupape d'échappement), deux bougies par cylindre, des poussoirs hydrauliques et un arbre à cames au-dessus de chaque culasse (conception SACT). Le moteur M112 utilise une chaîne de distribution mais ne dispose pas de système de calage variable des soupapes. Il est conçu avec un collecteur d'admission à géométrie variable, réduisant la longueur du circuit d'admission à mesure que le régime augmente,.
La version SRT-6 s'équipe de la version E32 ML. Accouplé à la boite automatique, cette version développe 335 ch (246 kW) à 6 100 tr/min et 420 N m de 3 500 à 4 800 tr/min.
Le moteur, fabriqué à la main dans les usines d'AMG, présente également plusieurs pièces spécifiques par rapport à la version atmosphérique :
- un nouveau vilebrequin avec des roulements adaptés au couple plus élevé ;
- des bielles renforcées ;
- un arbre d'équilibrage renforcé ;
- des arbres à cames allégés ;
- des ressorts de soupape plus fermes ;
- une pompe à huile à rendement plus élevé, alimentant les buses d'huile dont le débit était amélioré de 70 % ;
- un échappement repensé pour incorporer quatre convertisseurs catalytiques à paroi mince à faible contre-pression ;
- le débitmètre d'air normalement installé sur le six cylindres de 3,2 litres est remplacé par un capteur de pression d'admission[79],[80].

| Modèle et boîte                               | Construction | Moteur                        | Cylindrée         | Puissance                      | Couple                       | 0 à 100 km/h | Vitesse maximale | Consommation et émissions de CO2 |
| --------------------------------------------- | ------------ | ----------------------------- | ----------------- | ------------------------------ | ---------------------------- | ------------ | ---------------- | -------------------------------- |
| Chrysler Crossfire (boîte méca. 6 ou auto. 5) | 2004 - 2007  | 6 cylindres en V M 112 E32    | 3 199 cm3 (3,2 L) | 160 kW (218 ch) à 5 700 tr/min | 310 N m à 3 000-4 600 tr/min | 6,5 s        | 240 km/h         | 10,4 L/100 km 243 g/km           |
| Chrysler Crossfire SRT-6 (boîte auto. 5)      | 2005 - 2006  | 6 cylindres en V M 112 E32 ML | 3 199 cm3 (3,2 L) | 246 kW (335 ch) à 6 100 tr/min | 420 N m à 3 500-4 800 tr/min | 5 s          | 255 km/h         | 11 L/100 km 264 g/km             |

#### Boites de vitesses
Les boites de vitesses sont une manuelle à 6 rapports et une automatique à 5 rapports. Les modèles SRT-6 sont uniquement livrées avec la transmission automatique à 5 rapports, dérivée tout comme le moteur de la SLK 32 AMG.
La boîte manuelle à 6 rapports utilisée par la Chrysler Crossfire est une variante de la NSG-370 d'origine Mercedes-Benz. La transmission automatique à 5 rapports de la Crossfire (connue sous le nom de 5G-Tronic) est également d'origine Mercedes-Benz et est une variante de la famille 722.6.

### Mécanique
Plusieurs éléments sont repris de la plateforme R170. Tout d'abord, la Crossfire n'utilise pas de système de direction à crémaillère. À la place, elle utilise un boitier de direction et un système de recirculation de billes, comme sur la première SLK.
Sur le roadster allemand comme sur la Crossfire, le freinage est assuré par des disques de freins ventilés de 300 mm à l'avant, et par des disques pleins de 278 mm à l'arrière,, avec des étriers à un seul piston sur les versions atmosphériques.
La suspension est également à double triangulation de longueur inégale à l'avant, avec une liaison multiple à 5 points à l'arrière,. Cependant, Chrysler y modifie les hauteurs de ressort, les diamètres de barre antiroulis, les bagues d'amortisseurs, ainsi que les taux de compression des ressorts.
La suspension de la version SRT-6 est considérablement renforcée. Les taux de compression sont augmentés de près de 50 % à l'avant et de 42 % à l'arrière. Les disques de frein avant sont ventilés et mesurent 330 mm de diamètre, les disques arrière sont également ventilés et mesurent 300 mm. Des étriers de freins à deux pistons sont installés,,.

### Châssis et carrosserie

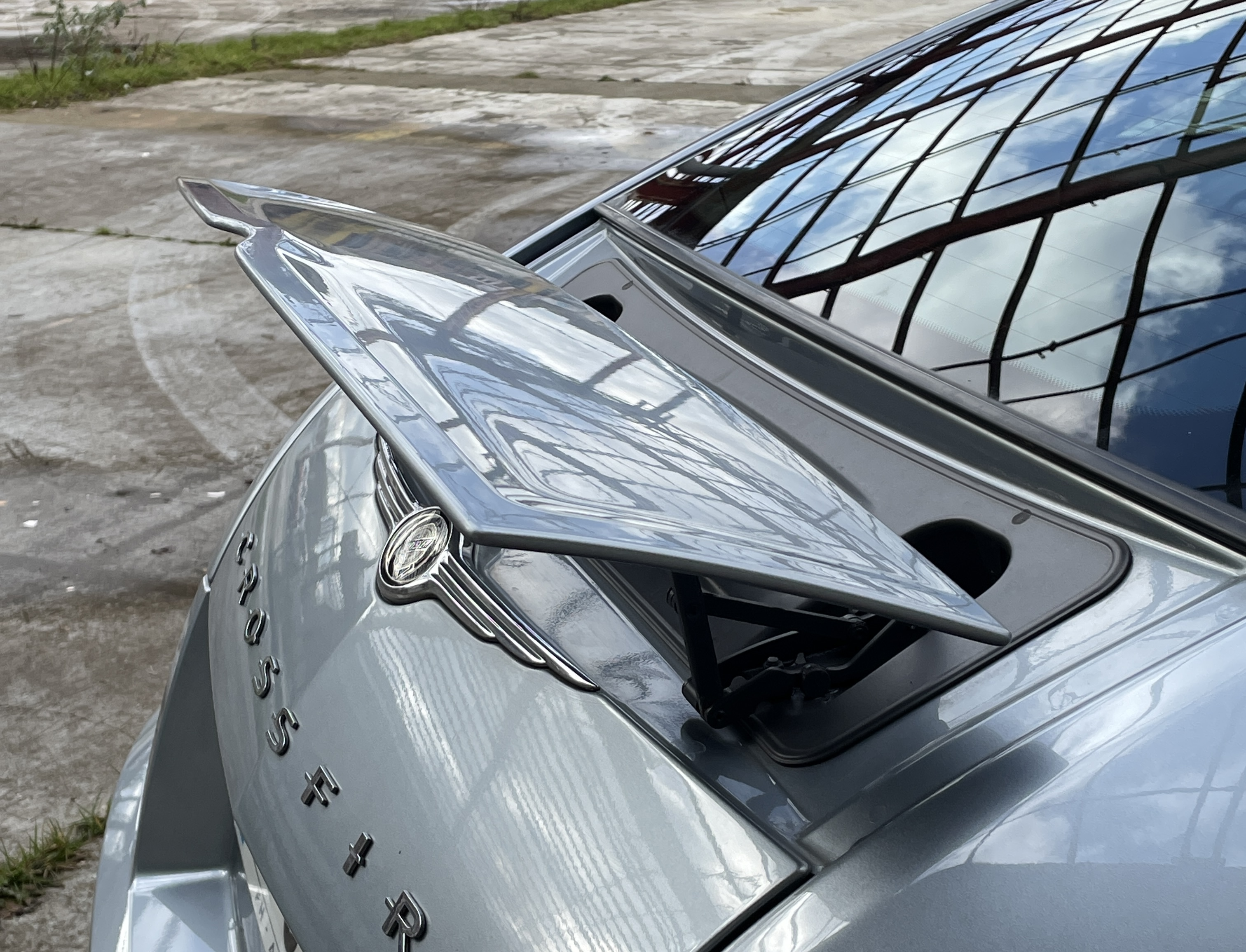
Aileron rétractable en position ouverte.

Reposant sur le châssis de la SLK, la Crossfire conserve donc la même mécanique mais dispose d'un design et d'une carrosserie totalement différents. La SLK ne fut en effet jamais proposée en version coupé, et le cabriolet s'équipe d'une capote en toile contrairement à la SLK qui utilise un système de toit rigide escamotable.
La version roadster s'équipe d'une capote en toile souple rétractable en deux temps : d'abord un déverrouillage manuel, puis une ouverture électrique. La manœuvre prend 22 secondes.
Tous les modèles Crossfire, hormis les SRT-6, sont équipés d'un aileron électronique monté de série sur le hayon, qui se relève automatiquement dès lors que la voiture dépassait les 60 mph (96 km/h).
Le coefficient de trainée Cx de la Crossfire est de 0,37, et de 0,384 pour la version roadster, des valeurs bien inférieures à celles de ses concurrentes, notamment l’Audi TT de première génération et son coefficient de 0,35 ou la Nissan 350Z, à 0,29.
Plusieurs coloris extérieurs sont disponibles,, :
- Aero Blue Pearlcoat ;
- Alabaster White ;
- Black Clearcoat ;
- Blaze Red Crystal Pearlcoat ;
- Classic Yellow Pearlcoat ;
- Inferno Red Crystal Pearl ;
- Graphite Metallic ;
- Machine Grey ;
- Oyster Gold Metallic ;
- Sapphire Silver Blue Metallic.

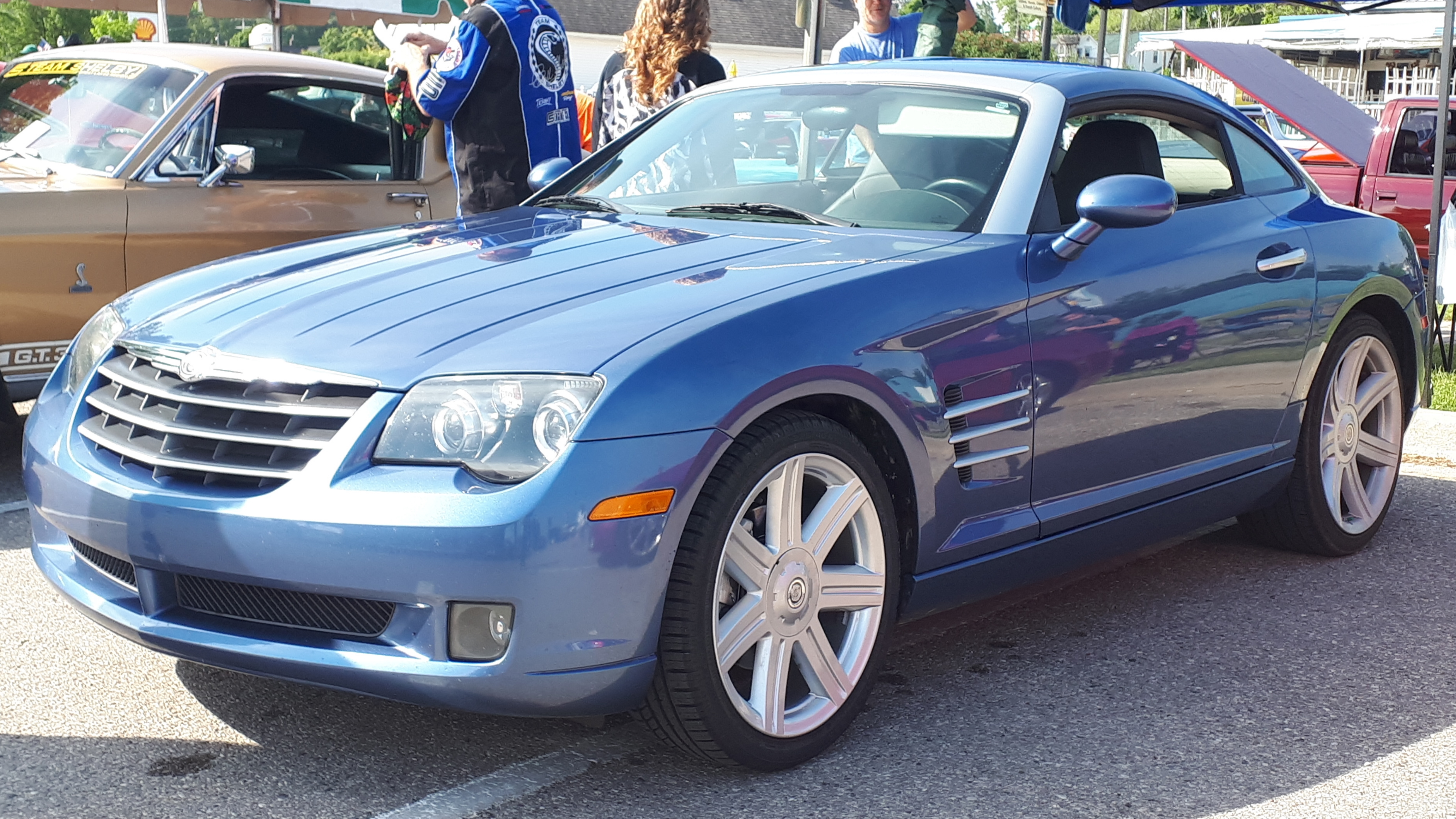
Aero Blue Pearlcoat.
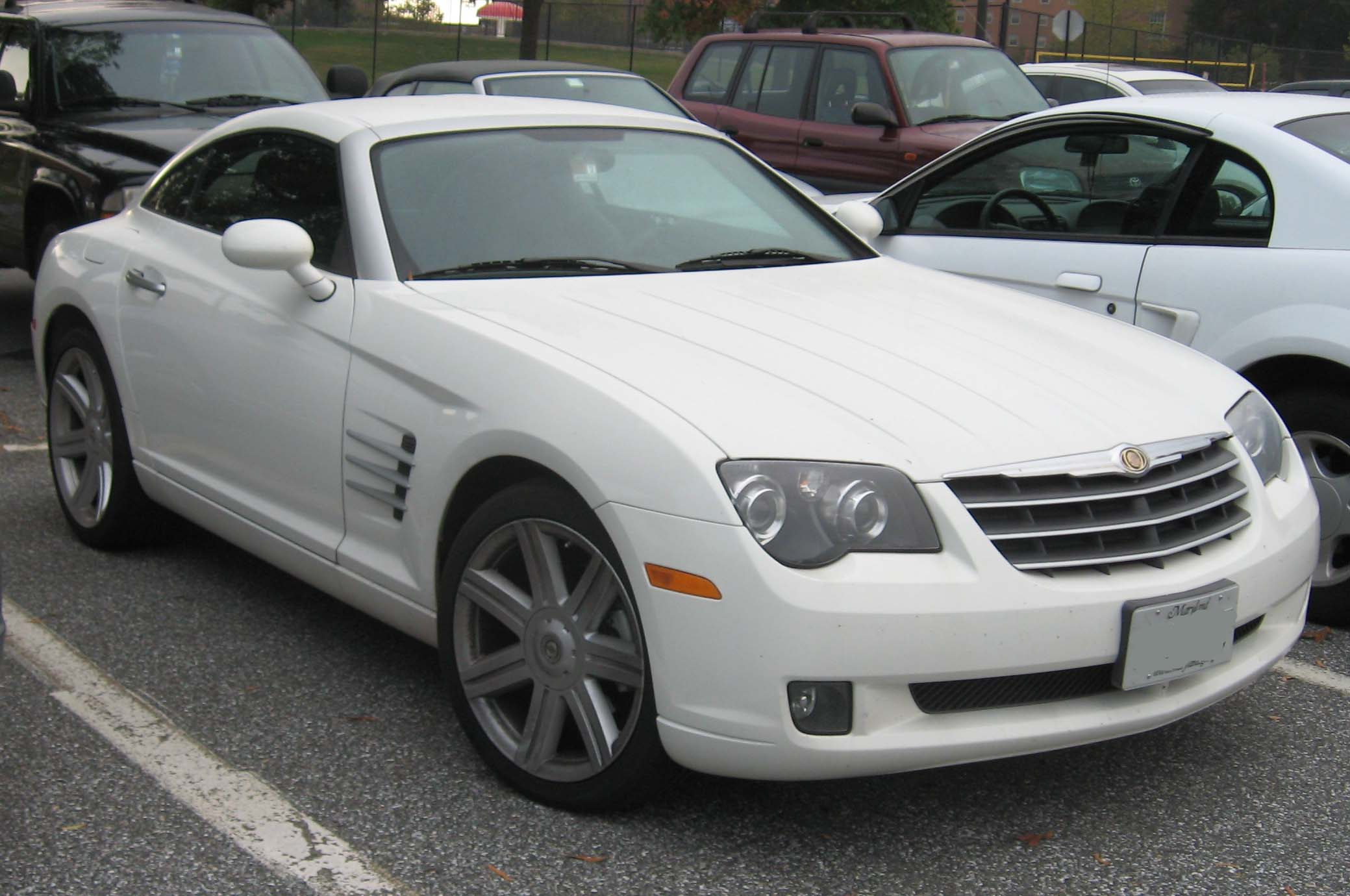
Alabaster White.
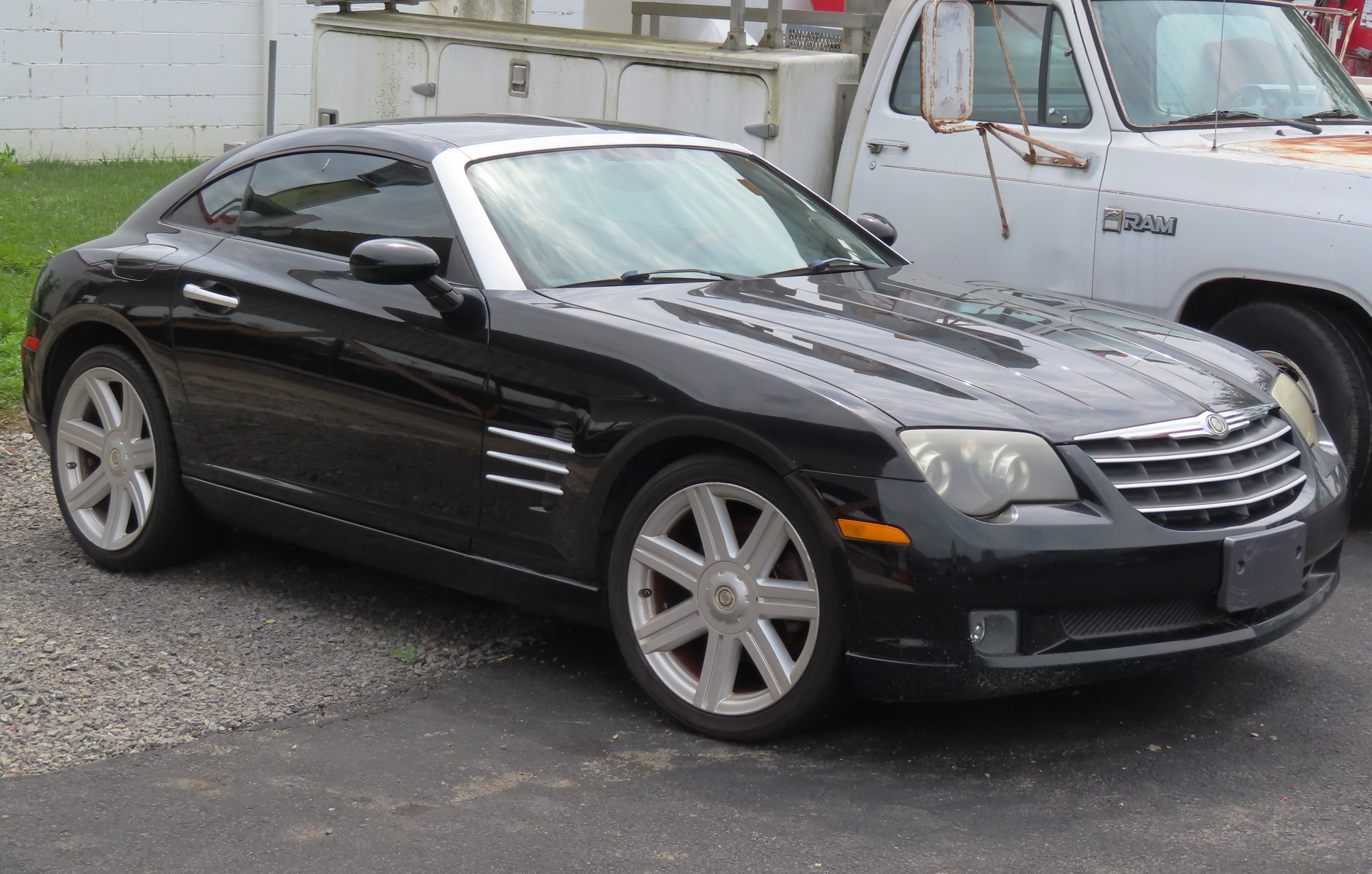
Black Clearcoat.
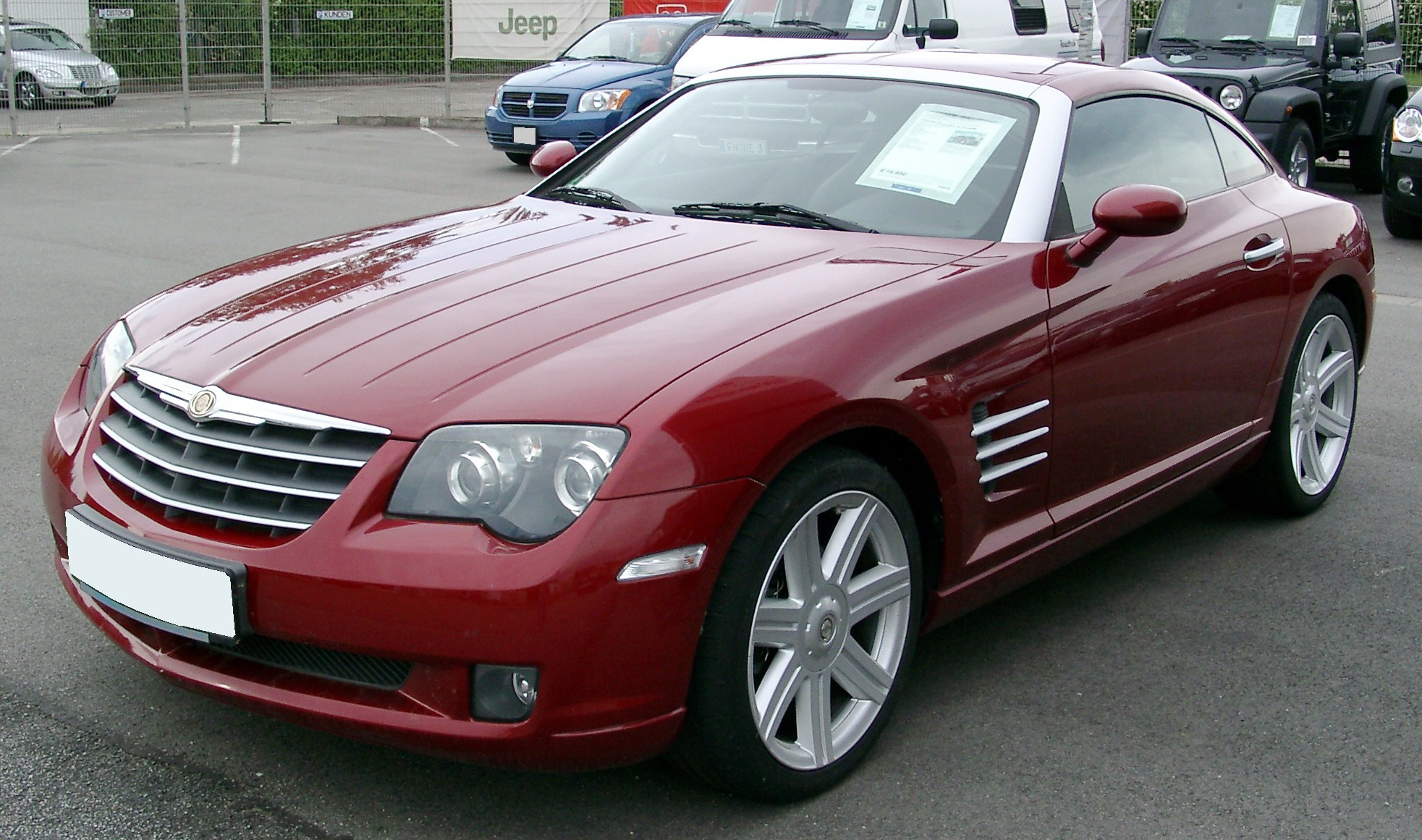
Blaze Red Crystal Pearlcoat.
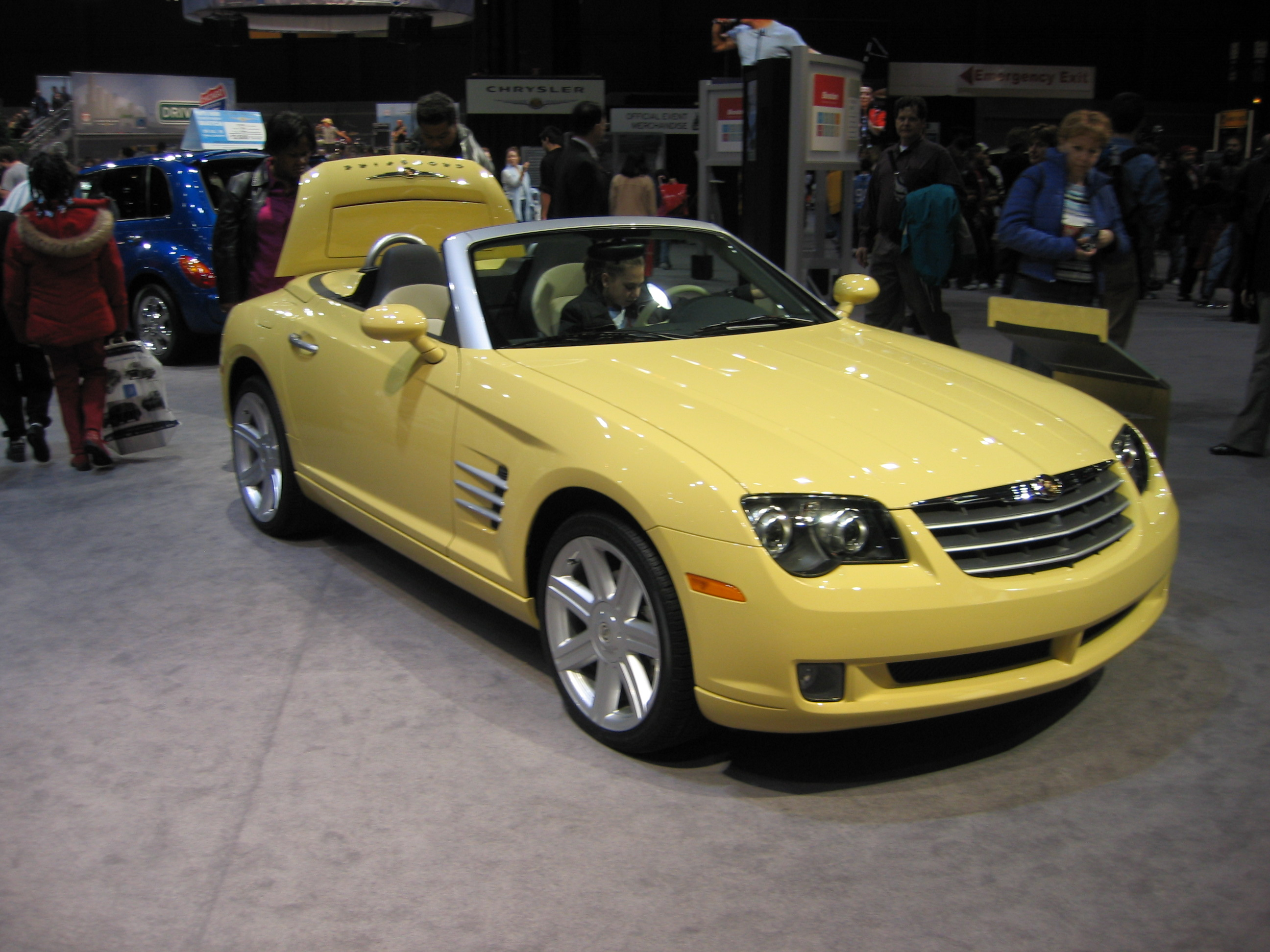
Classic Yellow Pearlcoat.
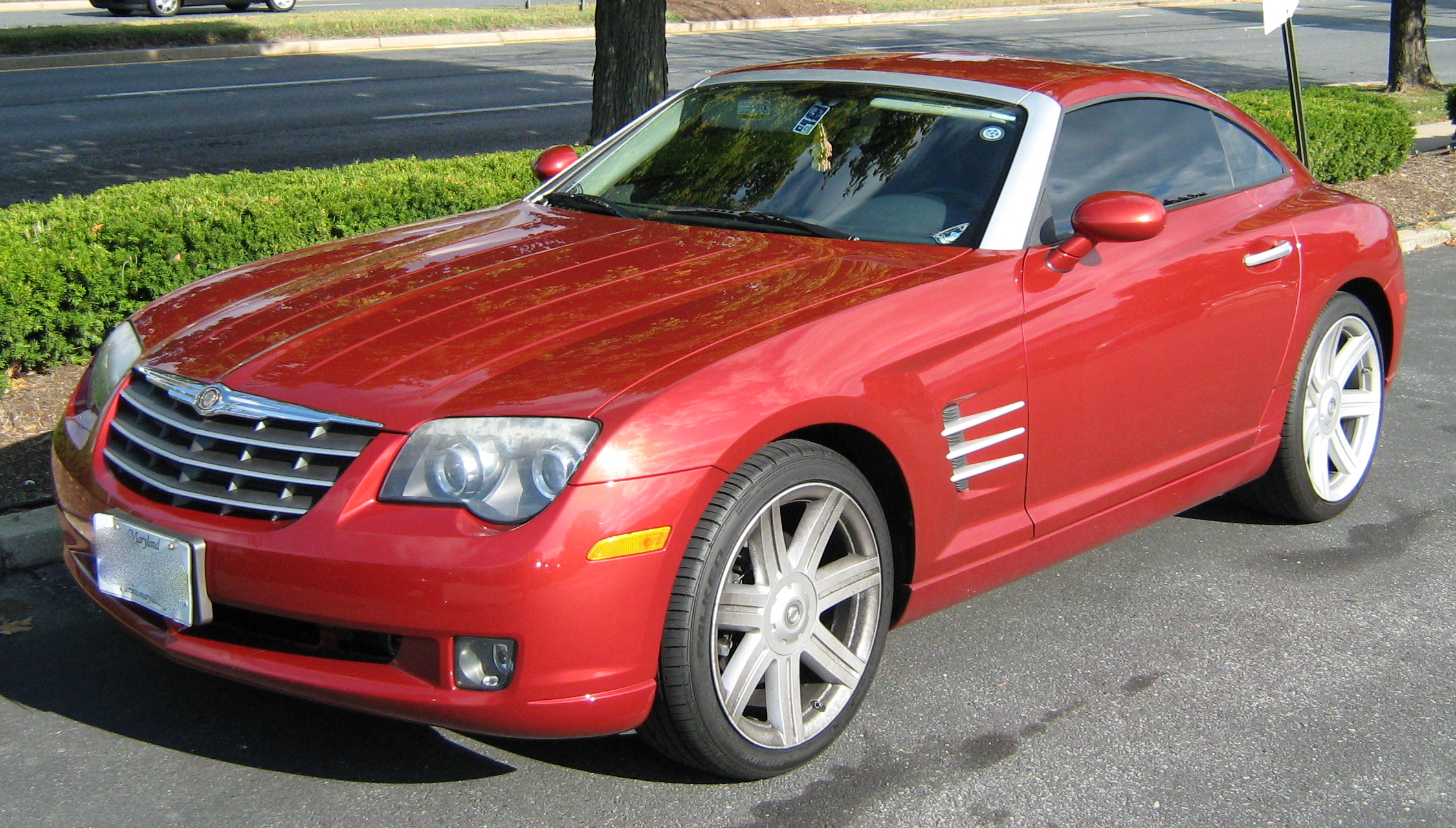
Inferno Red Crystal Pearl.
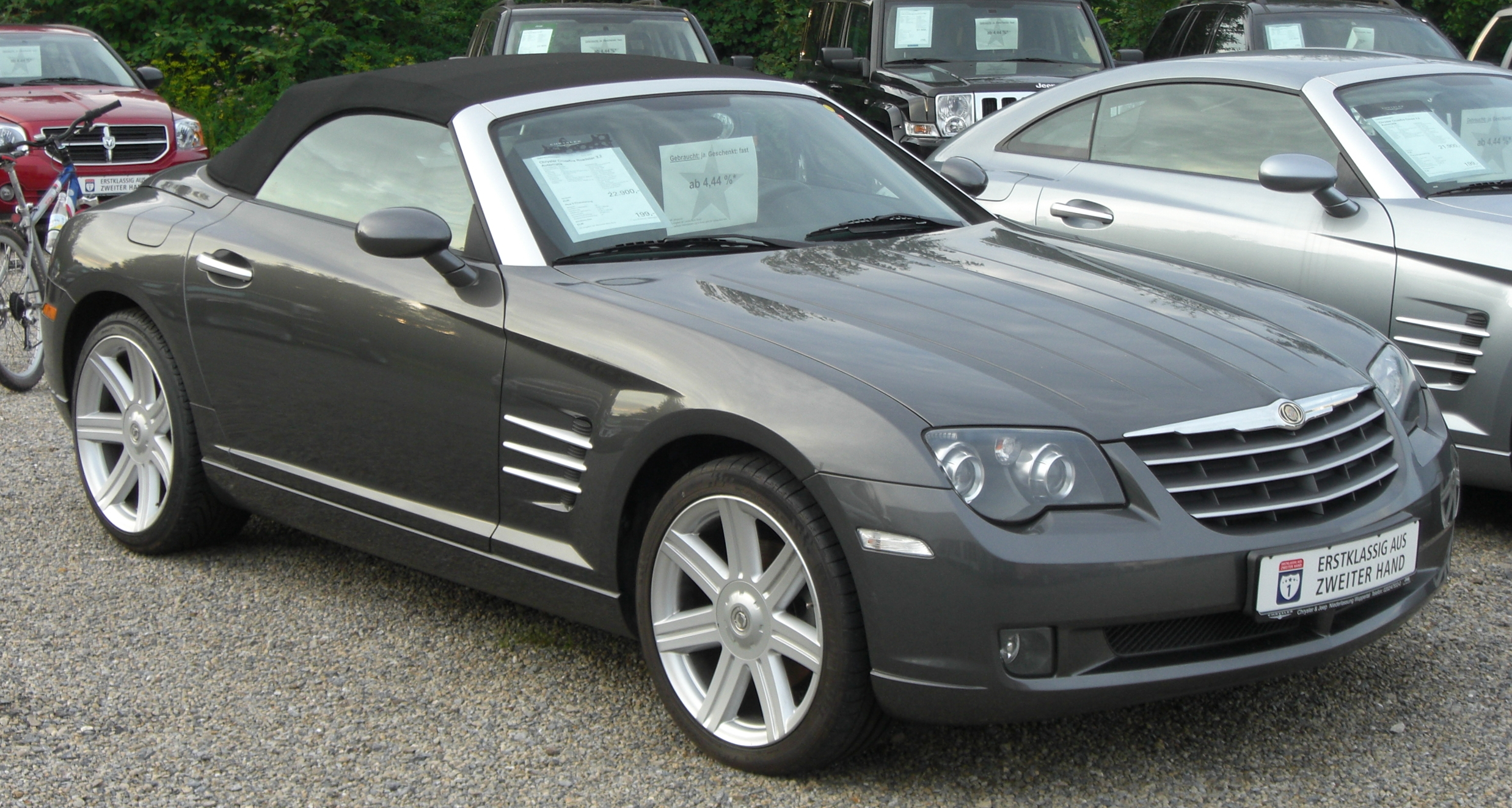
Graphite Metallic.
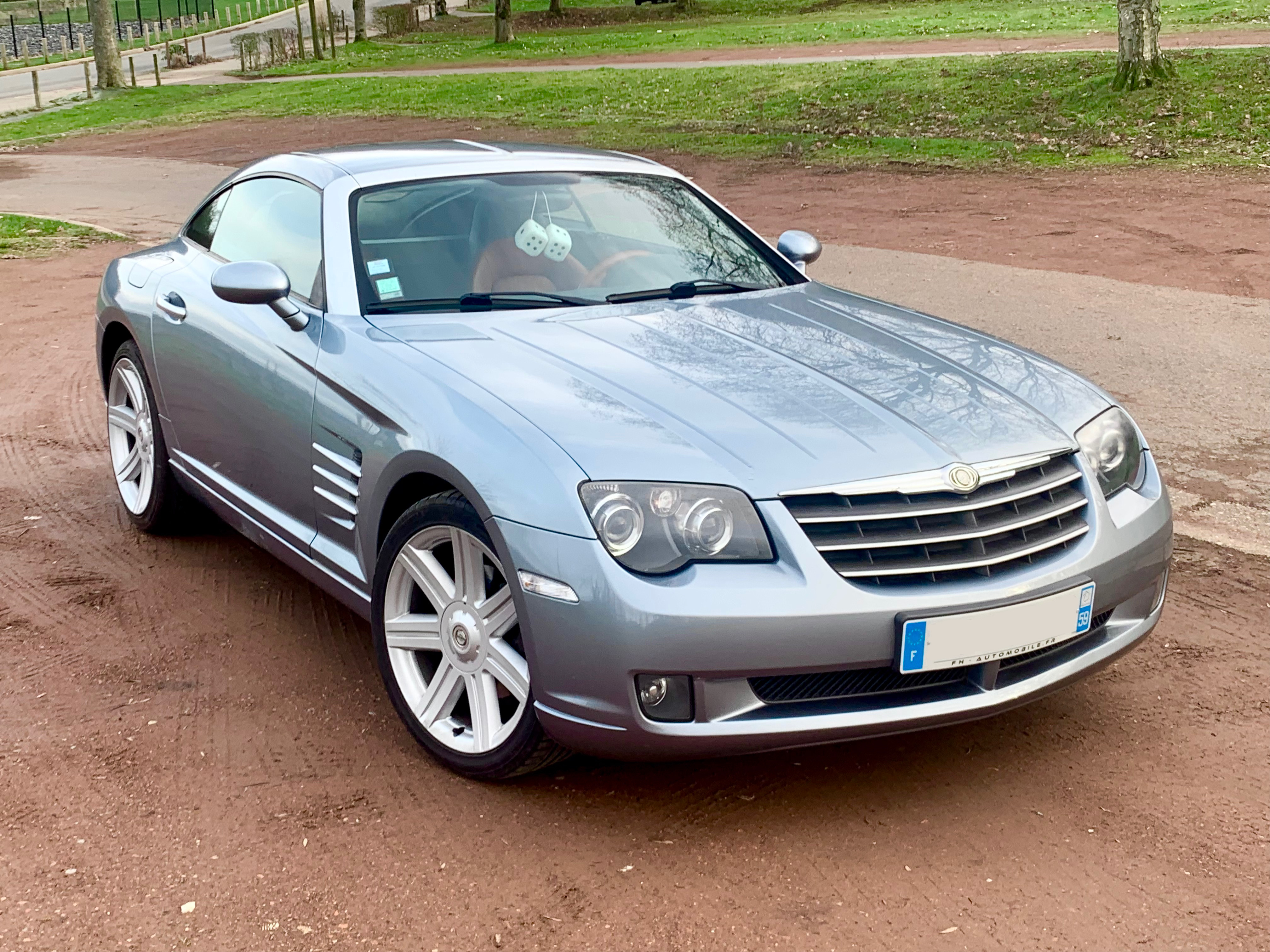
Sapphire Silver Blue Metallic.

### Intérieur, options et accessoires

#### Design intérieur

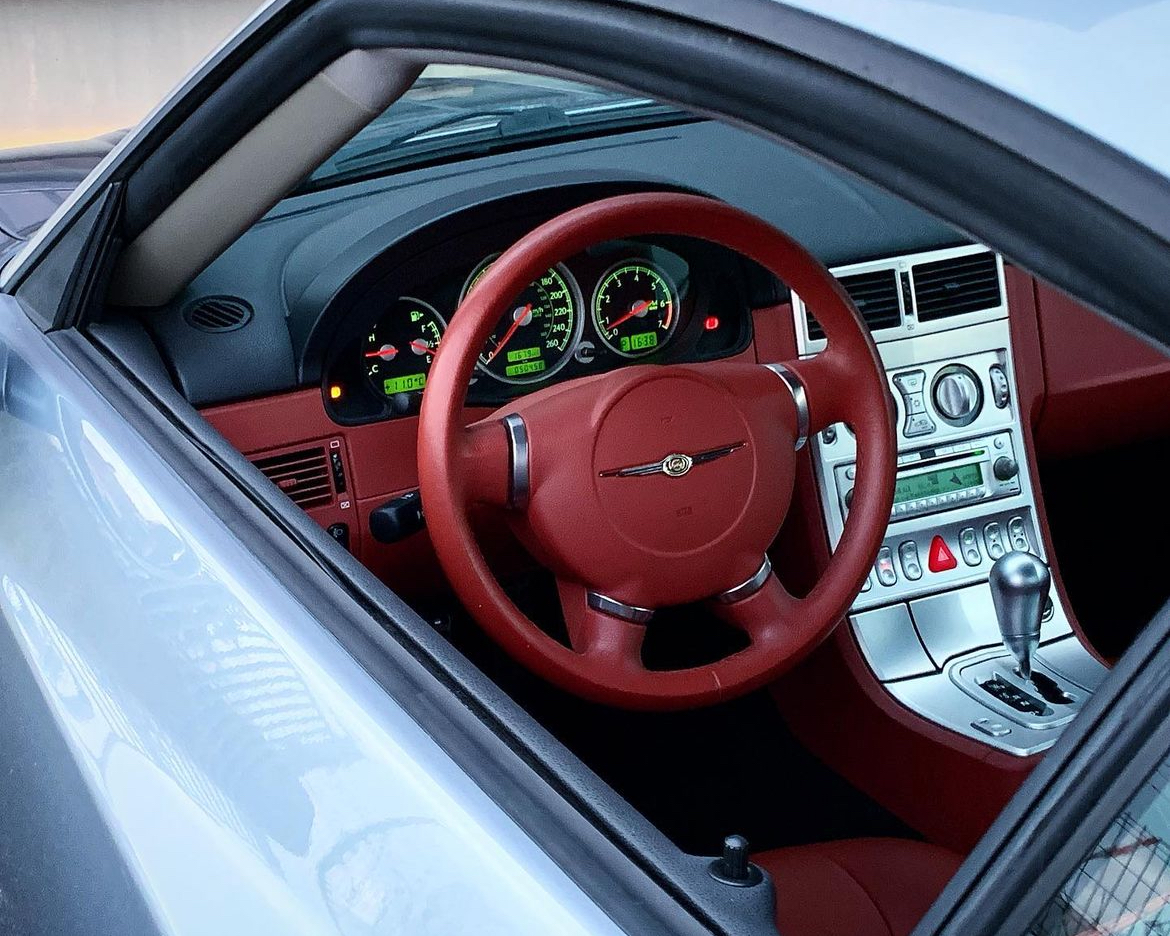
L'intérieur, reprenant plusieurs éléments de la SLK R170, notamment le bloc de commandes de ventilation.

Chrysler adapte le style intérieur du concept à la disposition intérieure de la SLK. L'épine centrale distinctive de l'extérieur apparait également sur la console centrale, le levier de vitesses et le tableau de bord. Depuis le siège du conducteur, l'épine centrale semble se poursuivre depuis le tableau de bord jusqu'au capot,. La disposition du tableau de bord, les commandes et les instrumentations sont par ailleurs similaires à ceux de la Mercedes-Benz SLK.
L'intérieur propose le coloris simple Dark Slate Gray, et les configurations deux tons Dark Slate Gray/Medium Slate Gray, Dark Slate Gray/Cedar Red and Dark Slate Gray/Cool Vanilla.

#### Les options
Quelques options viennent enrichir l'équipement de série. Elles comprennent un système audio Infinity à six haut-parleurs avec deux caissons de basses montés directement derrière chaque siège, un système de navigation GPS sur CD et plusieurs choix de couleurs de peinture extérieure et de couleurs intérieures supplémentaires.
Un pack Premium proposé sur les versions Limited ajoute plusieurs équipements, notamment une sellerie cuir Connolly recouvrant la console centrale, les sièges et les garnitures de porte, ainsi que des dossiers de sièges en Dynamica.

## Sécurité
La Crossfire hérite des éléments de sécurité provenant de la plateforme R170 de Mercedes-Benz. Ainsi, elle est équipée de série d'airbags frontaux (conducteur et passager) et latéraux, de l'ABS, de l'ESP, et de l'antipatinage.
La National Highway Traffic Safety Administration, équivalente de l'Euro NCAP aux États-Unis, a réalisé un crash test de la Crossfire et lui attribue la note globale de 5 sur 5.
Toutefois, la NHTSA ouvrit un examen en 2015 sur les versions roadster, et notamment sur un problème de décollement de la lunette arrière. En 2011, Chrysler étendit la garantie sur ce problème pour les exemplaires vendus dans certains États du sud, en Alabama, en Floride, en Géorgie, en Louisiane, au Missouri, en Caroline du Nord, en Caroline du Sud, au Tennessee et au Texas.

## Production et chiffres de ventes
Le contrat initial avec Karmann pour la construction de la Crossfire est de 20 000 exemplaires par an pendant cinq ans, dont 17 000 à destination de l'Amérique du Nord et 3 000 unités pour les autres marchés,.
Le 3 février 2003, la première Crossfire sort des chaines de production d'Osnabrück, conduite par le directeur des opérations de la division Chrysler, Wolfgang Bernhard,,.
En 2005, Chrysler propose à la vente les nouvelles versions roadster et SRT-6 et la nouvelle finition Black, conduisant à une augmentation des ventes la même année. Les deux premières années de commercialisation remplissent en effet les objectifs de Chrysler, mais malgré les nouvelles versions, les ventes chutent à partir de 2006.
Un délai moyen de livraison de 230 jours est observé en novembre 2005. Quelques Crossfire sont importées aux États-Unis et au Mexique pour 2006 (et presque toutes sont des roadsters),.
| Carrosseries                                              | Type de modèle                 | 2004                | 2005                | 2006                | 2007                | 2008                | Total  |
| --------------------------------------------------------- | ------------------------------ | ------------------- | ------------------- | ------------------- | ------------------- | ------------------- | ------ |
| Coupé                                                     | Crossfire Black                | 0                   | 1 807               | 770                 | 434                 | 0                   | 3 011  |
| Coupé                                                     | Crossfire Limited              | 22 801              | 9 027               | 2 155               | 1 063               | 826                 | 35 872 |
| Coupé                                                     | Crossfire Limited (CAD)        | 2 322               | 983                 | 591                 | 128                 | 0                   | 4 024  |
| Coupé                                                     | Crossfire SRT-6                | 0                   | 2 419               | 47                  | 0                   | 0                   | 2 466  |
| Coupé                                                     | Crossfire SRT-6 (CAD)          | 0                   | 26                  | 79                  | 0                   | 0                   | 105    |
| Total des Coupés                                          | Total des Coupés               | Total des Coupés    | Total des Coupés    | Total des Coupés    | Total des Coupés    | Total des Coupés    | 45 478 |
| Roadster                                                  | Crossfire Limited (CAG et CAD) | 0                   | 18 501              | 4 281               | 1 905               | 960                 | 25 647 |
| Roadster                                                  | Crossfire Black                | 0                   | 1 806               | 780                 | 803                 | 0                   | 3 389  |
| Roadster                                                  | Crossfire SRT-6                | 0                   | 1 252               | 69                  | 0                   | 0                   | 1 321  |
| Roadster                                                  | Crossfire SRT-6 (CAD)          | 0                   | 78                  | 101                 | 0                   | 0                   | 179    |
| Total des Roadsters                                       | Total des Roadsters            | Total des Roadsters | Total des Roadsters | Total des Roadsters | Total des Roadsters | Total des Roadsters | 30 536 |
| Total des années de production                            | Total des années de production | 25 123              | 35 899              | 8 873               | 4 333               | 1 786               | 76 014 |
| Notes : CAG = Conduite à gauche ; CAD = Conduite à droite |                                |                     |                     |                     |                     |                     |        |

Au total, 25 123 exemplaires sont vendus sur l'année modèle 2004, les ventes atteignent 35 899 exemplaires pour 2005, et chutent à 8 873 unités en 2006. Les années 2007 et 2008 voient cette baisse continuer, avec respectivement 4 333 et 1 786 unités vendues.
Les dernières Crossfire produites en 2007 sont commercialisées pour l'année modèle 2008, Chrysler abandonnant le modèle dans le cadre de ses plans de restructuration. Après plus de 4 ans de production, la dernière Crossfire est sortie de la chaîne de montage en décembre 2007,.
Sur toute la durée de commercialisation de la Crossfire, 76 014 exemplaires sont vendus, dont 4 071 en version SRT-6. En Europe, la Crossfire s'est vendue à 16 877 exemplaires, dont 1 207 en France. Aux États-Unis, 53 165 Crossfire se sont écoulées et 1 509 au Canada.

## Réception

### Dans la presse spécialisée
L'enthousiasme est assez important lors de la présentation du concept car en 2001, notamment pour son design.
Les premiers essais de la Crossfire sont d'abord positifs. Les essais de la version de série reconnaissent son design, l'agrément du moteur, et une finition en hausse par rapport aux anciennes productions de Chrysler. La quantité d'équipements est aussi saluée, mais les espaces de rangements sont critiqués car peu nombreux. La qualité de conduite est saluée, tout comme le châssis, malgré la direction à billes. Cependant, la boite de vitesses automatique est critiquée pour son manque de réactivité et de rapidité.
Le design du roadster et le rapport qualité prix sont soulignés par James May dans un essai pour Top Gear, notamment pour ses équipements.
Turbo, émission de télévision dédiée à l'automobile, réalise également l'essai de la Crossfire en comparatif de la Nissan 350Z. Le journaliste automobile Etienne Bruet accorde à la Crossfire un design réussi et atypique, ainsi qu'un comportement routier stable et un moteur plus onctueux que sportif.
Plusieurs critiques défavorables sont également émises au sujet de la Crossfire, la plus célèbre étant celle du journaliste Jeremy Clarkson, qui lors d'un essai pour l'émission Top Gear, compare le coupé à « un chien faisant son affaire »,.
La finition intérieure basée sur le premier modèle de SLK est aussi critiquée, notamment par le journaliste James May dans un autre essai pour Top Gear, ainsi que la direction qui s'avère floue.

### Récompenses
La Chrysler Crossfire reçoit le prix de la voiture canadienne de l'année 2004 pour le meilleur nouveau design décerné par l'Association des journalistes automobile du Canada (AJAC).
La Chrysler Crossfire est élue choix des éditeurs d'Autobytel en 2005, pour son design.

## Dans la culture populaire

### Publicité
Plusieurs campagnes de publicité ont été lancées par la marque pour la sortie de la Crossfire. Plusieurs affiches publicitaires sont créés, reprenant un nouveau slogan « Chrysler Crossfire. Don't play with fire. ».
Par ailleurs, en novembre 2002, lors d'une conférence de presse à Las Vegas (Nevada) le Groupe Chrysler annonce officiellement un partenariat à long terme avec l'artiste Céline Dion d'un montant de 10 à 14 millions de dollars. L'accord englobe un éventail étendu d'actions de marketing, de promotion et de publicité. L'objectif principal est de rehausser l'image de la marque. Le partenariat avec Céline Dion constitue un élément crucial de cette stratégie.
Le lancement de ce partenariat débute au cours de l'année 2003. Un spot télévisé de la marque Chrysler, mettant en vedette Céline Dion et sa musique, marque le début d'une campagne de publicité multimédia englobant la presse, la radio, la télévision et sur Internet. Une nouvelle chanson originale, spécialement créée pour cette campagne, personnifie le slogan distinctif de la marque Chrysler, « Drive Equals Love »,.
La stratégie globale de Chrysler, s'étalant sur les 24 mois suivants, comprend le lancement de leurs nouveaux modèles. Le partenariat entre Chrysler et Céline Dion prend ainsi de l'ampleur l'année suivante avec le dévoilement des nouveaux modèles Chrysler Pacifica et Chrysler Crossfire.

### Jeux vidéos
La Chrysler Crossfire fait plusieurs apparitions dans les jeux vidéos, notamment dans la série de jeux Gran Turismo, dans les opus 4, 5, 6 et Gran Turismo PSP,.
Elle apparaît notamment dans le jeu Grand Theft Auto V, sous le nom Schyster Fusilade.
Elle fait également une apparition en version SRT-6 dans les jeux Forza, dans les opus Motorsport 2, 3 et 4.
D'autres jeux peuvent être cités comme Midtown Madness 3 ou Test Drive Unlimited.